# Arraiján
Arraiján is een stad en gemeente (in Panama un distrito genoemd) in de provincie  Panama Oeste in het land Panama en telt 270.000 inwoners (2015). 
De gemeente bestaat uit devolgende acht deelgemeenten (corregimiento): Arraiján  (de hoofdplaats, cabecera), Burunga (sedert 2003), Cerro Silvestre (sedert 2003), Juan Demóstenes Arosemena, Nuevo Emperador, Santa Clara, Veracruz en Vista Alegre.